# Bâillon (BDSM)
Pour les articles homonymes, voir Baillon.
 (décembre 2017).
Un bâillon, lors d'une activité sadomasochiste, est un objet destiné à empêcher un individu de parler,. Cet objectif est généralement atteint soit en bloquant la bouche en totalité ou en partie, soit en empêchant les mouvements de la langue, des lèvres ou de la mâchoire nécessaires à la parole. Bien qu'il ne ferme pas le nez, un bâillon peut fortement affecter la respiration de l'individu qui le porte.
Un bâillon n'est pas forcément un objet sexuel, il peut aussi servir pour autre chose.

## Caractéristiques

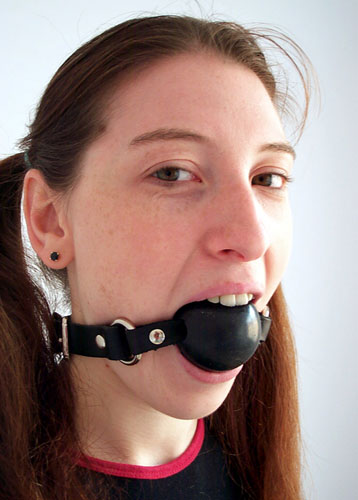
Bâillon-boule en caoutchouc.

Un bâillon est souvent porté durant les activités de bondage et jeux de rôles sadomasochistes. Les bâillons sont habituellement associés aux jeux de rôles qui incluent le bondage, mais ce n'est pas nécessairement le cas. La personne portant un bâillon est référencée en tant que partenaire soumis, alors que le partenaire qui n'en porte aucun est le partenaire dominant.
Les individus portent un bâillon pour plusieurs raisons. Les personnes dérivent de la sexualité au bâillon, aussi bien pour un rôle dominant que soumis. Une fois ajouté aux autres restrictions physiques, le port d'un bâillon peut intensifier les sens tels que la peur et l'anxiété durant une scène BDSM, en privant tout type de paroles et augmentant ainsi les activités sexuelles. Certains individus apprécient la sensation de soumission vis-à-vis d'une autre personne durant une activité. 

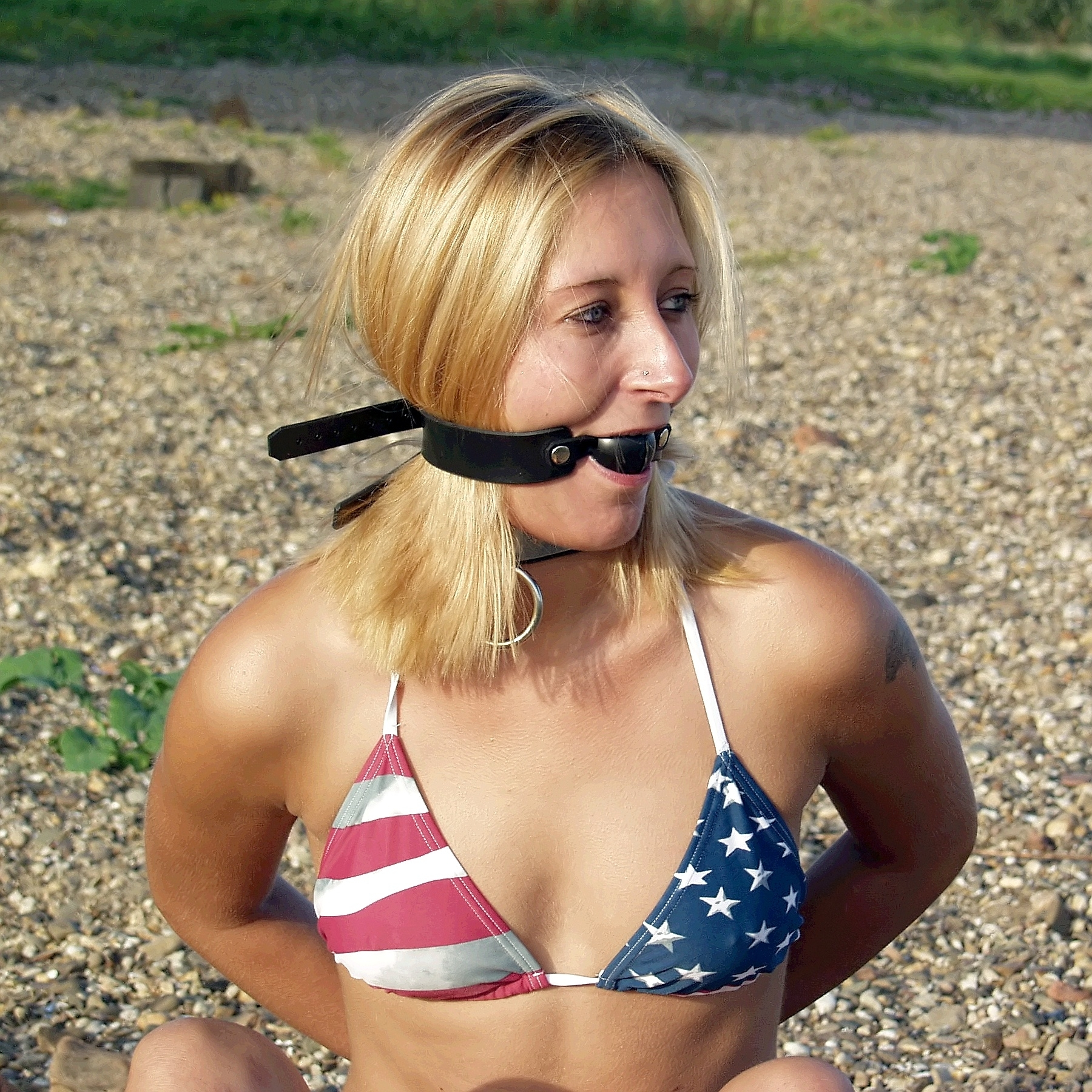
women ball gag

Pour d'autres individus, le bâillon possède des connotations de punition et de contrôle, et peut cependant être utilisé sous forme d'humiliation. Certains considèrent que porter un bâillon sans restriction est un acte d'humiliation. Certains fétichistes sont sexuellement attirés par le bruit que produit le bâillon lorsqu'un individu bâillonné tente de parler, ou par la vue d'une personne en état d'hypersialorrhée incontrôlable.
Le type de bâillon dépend des goûts et des activités à exécuter, de la scène à jouer, et aussi bien du domaine de la sécurité. Quelques bâillons sont fabriqués pour couvrir/bloquer la bouche de certaines manières, alors que d'autres sont fabriqués dans un but d'ouvrir la bouche en forçant.
Lorsqu'une personne est sexuellement attirée par les bâillons, cela peut être considéré comme une paraphilie. Une paraphilie particulière incluant un bâillon provient de description dans laquelle le bandit bâillonne la demoiselle en détresse pour faire cesser ses cris et ainsi prétendre vouloir la sauver. Certains individus sont sexuellement attirés par d'autres descriptions incluant la nudité, le cadeau sexuel, ou même si la victime est seulement bâillonnée sans aucune restriction forcée. Le film télévisé américain de 1981 intitulé Terror Among Us est devenu un film culte parmi les fétichistes du bâillon pour sa durée et sa longueur concernant les femmes bâillonnées. Il existe également une scène dans le film américain Les Aventuriers de l'arche perdue dans lequel un personnage du film est bâillonné. D'autres exemples incluent Coronation Street et Emmerdale.

## Sécurité
Utiliser un bâillon sur un individu est très risqué, car il implique un risque substantiel d'asphyxie au cas où le nez du sujet est bloqué lors du port du bâillon. L'utilisation d'un bâillon sur un sujet malade, enrhumé, présentant quelques symptômes grippaux, voire des allergies (exemples communs : parfum ou eau de Cologne) peut également devenir très dangereux, car la plupart des bâillons rendent la respiration difficile voire impossible. Des vomissements et des obstructions peuvent provoquer un risque majeur, bloquant les voies respiratoires. Pour cette raison, un individu bâillonné ne doit jamais être laissé seul.
Il n'existe aucun bâillon officiellement capable d'obstruer la respiration. La plupart des bâillons permettent cependant, et dans un cas d'urgence, d'appeler du secours (même incompréhensible). Quelques bruits, comme trois grognements, sont parfois employés en tant que « safeword » par les pratiquants sadomasochistes. Il est aussi commun d'utiliser un mécanisme de sécurité supplémentaire non verbal comme un objet solide que le partenaire soumis tient fermement dans sa main et laisse tomber s'il montre des signes de détresse.

## Types

### Bâillon-boule
Un bâillon-boule, plus communément appelé ball gag, est habituellement fabriqué à base de caoutchouc ou de silicone sous la forme d'une sphère avec une sangle passant par son diamètre. Le diamètre le plus commun est de 1,9 pouces (4,8 centimètres), mais il peut être plus court ou plus long.
Durant son utilisation, la boule est fixée derrière les dents grâce aux sangles attachées à la tête pour une correcte fixation. Si la boule est fabriquée trop grande, cela peut être difficile de la pousser plus loin dans la bouche, ou même de l'enlever. Le port d'un bâillon durant les premières minutes ne s'avère pas douloureux, mais il peut très vite le devenir en cas de port prolongé, voire dangereux. Le bâillon-boule est majoritairement utilisé par humiliation et très peu utilisé dans le but de faire taire l'individu soumis ; celui-ci peut cependant encore émettre certains sons compréhensibles.

### Ruban adhésif
Le ruban adhésif peut être utilisé pour bâillonner quelqu'un s'il est assez large (5 centimètres), et fait plusieurs fois le tour de la tête, très tendu, en passant par la nuque. Les cheveux peuvent être relevés, coupés, tondus ou rasés au préalable.

### Autres
Certains objets de la vie courante sont utilisés comme bâillon. Par exemple : foulard, serviette, torchon, chaussette, culotte propre/sale, soutien-gorge propre/sale.
Le bâillon muselière peut également être utilisé pour faire taire efficacement la personne. Ce bâillon en cuir est un modèle avec une boule attachée à une plateforme en cuir qui sera mis sur la bouche. Il s'attache grâce à des sangles passant par-dessus la tête et en dessous du menton. Il a pour but de réduire la parole le plus possible.